# Tadeusz Lewicki (orientalista)
Tadeusz Lewicki (ur. 29 stycznia 1906 we Lwowie, zm. 22 listopada 1992 w Krakowie) – polski orientalista, arabista i historyk mediewista o światowym uznaniu, profesor Uniwersytetu Jagiellońskiego. Członek Polskiej Akademii Nauk i Polskiej Akademii Umiejętności oraz m.in. Acadèmie des Sciences d’Outre-Mer, Association Internationale d’Études des Civilisations Mediterranéennes, Royal Asiatic Society, Körösi Csoma, Polskiego Towarzystwa Orientalistycznego i Polskiego Towarzystwa Ludoznawczego. Zajmował się źródłami orientalnymi (arabskimi i hebrajskimi) do dziejów Afryki Północnej i Słowiańszczyzny oraz piśmiennictwem niektórych sekt muzułmańskich, przede wszystkim sekty ibadytów. Prowadził badania terenowe w Algierii, Mauretanii, Senegalu, Kamerunie i Tanzanii.

## Życiorys
Był synem Tadeusza, prawnika, i Heleny z Ostrowskich. Jako zaledwie trzynastoletni chłopak przyłączył się do lwowskich Orląt broniących polskiego Lwowa przed Ukraińcami, następnie ukończył VIII Gimnazjum Realne im. Kazimierza Wielkiego, a wkrótce po maturze (1925) podjął studia na Uniwersytecie Jana Kazimierza (1927). Początkowo były to studia prawnicze, ale w 1928 r. udał się do Paryża, celem kształcenia się w naukach politycznych i językach wschodnich (planem miała być kariera dyplomatyczna w którymś z krajów arabskich). W czasie kilkumiesięcznej podróży do Algierii i przebywania w środowisku arabskim, młody Tadeusz podjął decyzję o zmianie kierunku studiów. Po powrocie do Lwowa i wyborze orientalistyki jego kariera naukowa splotła się na wiele lat z arabistą, dawnym dyplomatą carskiej Rosji, profesorem Zygmuntem Smogorzewskim, zaś naukę języków semickich uzupełniał na Wydziale Teologicznym, u znanego biblisty i hebraisty, ks. profesora Aleksego Klawka. Razem z bratem Stanisławem (1908–1941) należał do korporacji akademickiej K! Aquitania.
W 1931 będąc asystentem Smogorzewskiego, Lewicki obronił pracę doktorską z zakresu historii Afryki Północnej w okresie wczesnego średniowiecza, jednak pod koniec 1931 Smogorzewski zmarł i tym samym zlikwidowano Katedrę Orientalistyki na lwowskiej uczelni. Kontynuację kariery Lewickiego uratowała wyciągnięta dłoń profesora Konstantego Chylińskiego, który zaproponował mu pracę w kierowanej przez siebie Katedrze Historii Starożytnej. Współpraca z Chylińskim zaowocowała francuskim stypendium, dzięki któremu Lewicki dwa lata kształcił się na Sorbonie i Collège de France (1932–1934). Po powrocie do kraju do wybuchu II wojny światowej pracował na UJK jako asystent.
W okresie wojny walczył w oddziałach AK, m.in. w oddziałach partyzanckich na Zamojszczyźnie, był też redaktorem partyzanckiej gazetki „Echa Leśne”. W randze podporucznika walczył jako dowódca plutonu przeciwpancernego i dowódca patrolu BIP w powstaniu warszawskim (pseudonim „Rogala” i „Tadeusz”, nazwisko konspiracyjne Zygmunt Woźniak, nr legitymacji AK 120250), a następnie był jeńcem w oflagu Murnau, a po wyzwoleniu żołnierzem 2 Korpusu, z którym został ewakuowany do Anglii.
Po powrocie do kraju w 1947 osiedlił się w Krakowie, gdzie pracował najpierw w Polskiej Akademii Umiejętności (1946–1948), a następnie aż do przejścia na emeryturę na Uniwersytecie Jagiellońskim (1948–1976). Na UJ najpierw był lektorem języka arabskiego (1948–1949), a po uzyskaniu habilitacji (1949) kierował Katedrą Filologii Orientalnej (1949–1969), którą objął po zmarłym Tadeuszu Kowalskim. W 1954 został profesorem nadzwyczajnym, a tytuł profesora zwyczajnego otrzymał w 1960 roku W latach 1960–1962 piastował funkcję dziekana Wydziału Filologicznego, a w latach 1969–1976 dyrektora Instytutu Filologii Orientalnej. Był inicjatorem rozbudowy na Uniwersytecie Jagiellońskim studiów orientalistycznych, co doprowadziło do utworzenia specjalności: arabistyki, islamistyki, turkologii, iranistyki i afrykanistyki. Pracując na Uniwersytecie Jagiellońskim jednocześnie pracował w Instytucie Historii Kultury Materialnej Polskiej Akademii Nauk (1953–1968). W 1986 Uniwersytet Wrocławski przyznał mu doktorat honoris causa.
Był mężem Anny Kowalskiej-Lewickiej.
Zmarł w Krakowie, pochowany na cmentarzu Rakowickim (kwatera U-płn-zach).

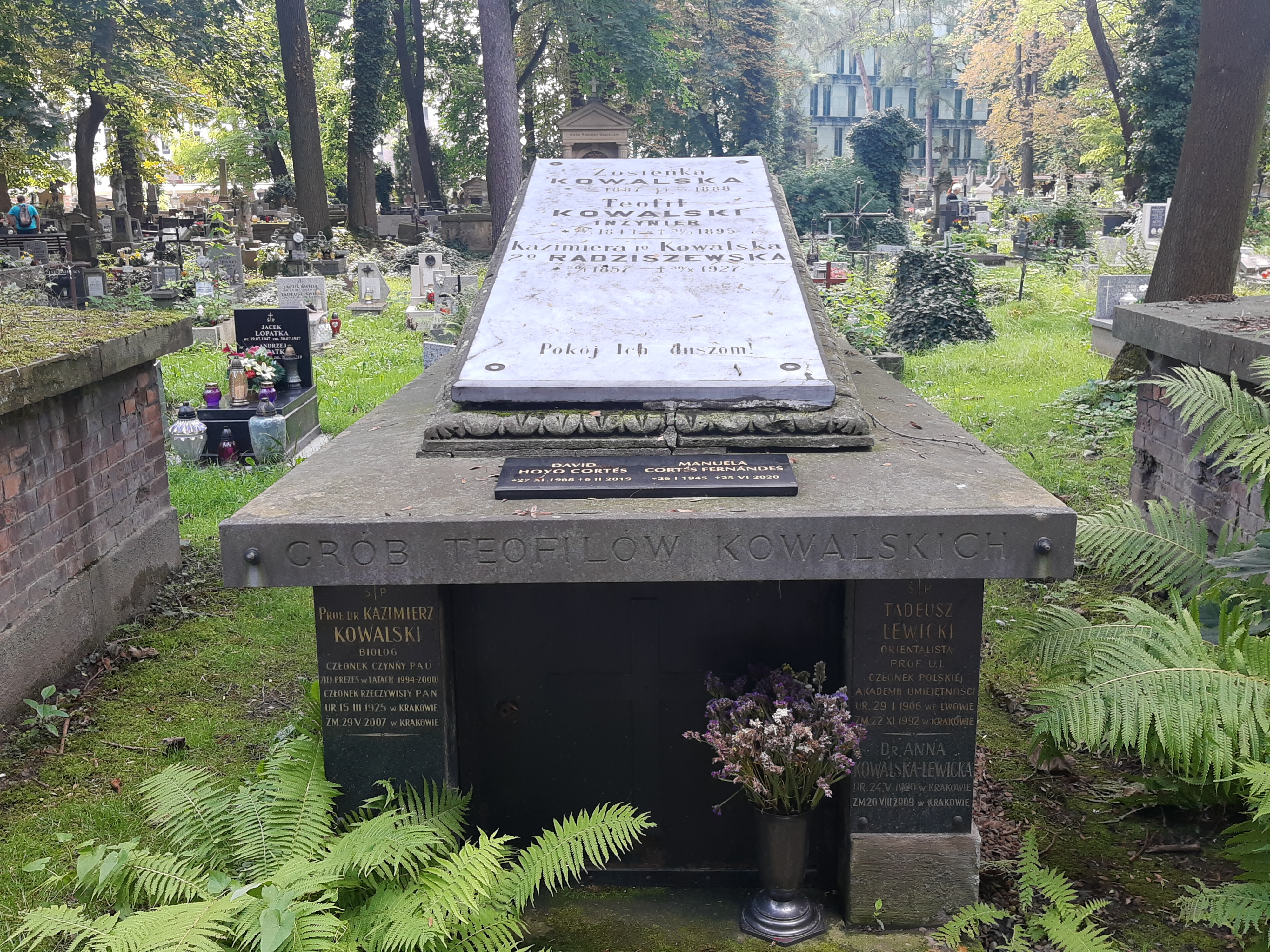
Grób prof. Tadeusza Lewickiego na cmentarzu Rakowickim w Krakowie

## Pisma (wybór)
- Polska i kraje sąsiednie w świetle „Księgi Rogera”, geografa arabskiego z XII w. al-Idrīsī’ego.
- La voie Kiev - Vladimir, 1938
- Pologne et les pays voisins dans le „Livre de Roger”, 1945
- Państwo Wiślan-Chorwatów w opisie al-Mas'udi'ego: Résumé, 1948
- Świat słowiański w oczach pisarzy arabskich, 1949
- Zagadnienie Gotów na Krymie, 1951
- Ze studiów nad źródłami arabskimi, 1952
- Skarb dirhemów arabskich z Piwonic koło Kalisza, 1953
- Études ibādites nord-africaines, 1955
- Źródła hebrajskie do dziejów Słowian i niektórych innych ludów Środkowej i Wschodniej Europy: wyjątki z pism religijnych i prawniczych XI–XIII w., 1956
- Drachma króla Elymaidy Orodesa II znaleziona w Osowcu koło Grodziska Mazowieckiego, 1963
- Małopolska w świetle wczesnośredniowiecznych źródeł arabskich, 1963
- Dzieje Afryki od czasów najdawniejszych do XIV w: wybrane zagadnienia, 1969
- Dzieje polskich badań w zakresie numizmatyki orientalnej, 1969
- Handel Samanidów ze wschodnią i środkową Europą, 1972
- West African food in the Middle Ages, 1974
- Arabic external sources for the history of Africa to the south of Sahara, 1974
- Etudes maghrébines et soudanaises, 1976
- Księga tysiąca i jednej nocy, t. 1-9, 1973-1976 (wstęp i redakcja naukowa)
- Źródła arabskie do dziejów Słowiańszczyzny, 1977
- Materiały pomocnicze do nauki języka arabskiego, 1980

## Ordery i odznaczenia
- Złoty Krzyż Zasługi (28 września 1954)[8]
- Medal 10-lecia Polski Ludowej (15 stycznia 1955)[9]